# Kurt von Pritzelwitz
Kurt Karl Wilhelm Gustav von Pritzelwitz (Berlin, 19. prosinca 1854. – Potsdam, 19. veljače 1935.) je bio njemački general i vojni zapovjednik. Tijekom Prvog svjetskog rata zapovijedao je VI. korpusom na Zapadnom bojištu.

## Vojna karijera
Kurt von Pritzelwitz rođen je 19. prosinca 1854. u Berlinu. Sin je Gustava von Pritzelwitza i Karoline von Wrochem. U prusku vojsku stupio je u travnju 1872. služeći u 1. gardijskoj pješačkoj pukovniji. U navedenoj pukovniji od travnja 1876. obnaša dužnost pobočnika bojne, a od listopada 1877. pobočnika pukovnije. U svibnju 1881. promaknut je u čin poručnika, a od listopada te iste godine pohađa Prusku vojnu akademiju. Nakon završetka iste, u srpnju 1884. vraća se na službu u 1. gardijsku pješačku pukovniju. Istodobno s navedenom službom od svibnja 1885. služi i u Glavnom stožeru. U 1. gardijskoj pješačkoj pukovniji u veljači 1887. postaje zapovjednikom satnije, dok je u svibnju te iste godine unaprijeđen u čin satnika. U svibnju 1890. imenovan je pruskim vojnim atašeom pri bavarskoj vojsci, dok u rujnu 1892. dostiže čin bojnika.
Od ožujka 1895. služi u stožeru 2. gardijske pješačke divizije u Berlinu i to iduće dvije godine, do ožujka 1897., kada postaje zapovjednikom bojne u 1. gardijskoj pješačkoj pukovniji. U listopadu te iste godine imenovan je pobočnikom na carskom i kraljevskom dvoru Vilima II. Od lipnja 1898. na dvoru obnaša dužnost zapovjednika dvorske garde. U listopadu 1899. imenovan je zapovjednikom 2. gardijske pješačke pukovnije koju dužnost obnaša do svibnja 1900. kada je promaknut u čin potpukovnika, te imenovan pobočnikom na carskom i kraljevskom dvoru i pratiteljem prijestolonasljednika krunskog princa Vilima. U rujnu 1903. postaje zapovjednikom 40. pješačke brigade, dok je u travnju 1904. promaknut u čin general bojnika, a u rujnu 1907. u čin general poručnika. U listopadu 1907. imenovan je zapovjednikom 17. pješačke divizije smještene u Schwerinu na kojoj dužnosti se nalazi do veljače 1911. kada postaje zapovjednikom VI. korpusa sa sjedištem u Breslauu. Ubrzo nakon tog imenovanja, u rujnu, promaknut je u čin generala pješaštva. Na dužnosti zapovjednika VI. korpusa dočekuje i početak Prvog svjetskog rata.

## Prvi svjetski rat
Na početku Prvog svjetskog rata VI. korpus nalazio se u sastavu 4. armije kojom je na Zapadnom bojištu zapovijedao vojvoda Albrecht. Zapovijedajući VI. korpusom sudjeluje u Bitci u Ardenima. U prosincu 1914. VI. korpus je premješten u sastav 3. armije u sklopu koje sudjeluje u Prvoj bitci u Champagni. U studenom 1915. Pritzelwitz se razbolio, te je premješten u pričuvu. U siječnju 1916. odlikovan je ordenom Pour le Mérite, te stavljen na raspolaganje Glavnom stožeru.

## Poslije rata
Pritzelwitz do kraja rata nije dobio novo zapovjedništvo. Preminuo je 19. veljače 1935. godine u 81. godini života u Potsdamu. 

## Vanjske poveznice
(eng.) Kurt von Pritzelwitz na stranici Prussianmachine.com

(njem.) Kurt von Pritzelwitz na stranici Deutschland14-18.de  Arhivirana inačica izvorne stranice od 1. studenoga 2014. (Wayback Machine)